# Ulrich Schulze (Fußballspieler)
Ulrich Schulze (* 25. Dezember 1947 in Darlingerode) ist ein ehemaliger deutscher Fußballspieler und späterer -trainer. In der höchsten Spielklasse des DDR-Fußballs, der Oberliga, spielte der Torwart für den 1. FC Lokomotive Leipzig und den 1. FC Magdeburg.

## Sportliche Laufbahn

### Gemeinschafts- und Clubstationen

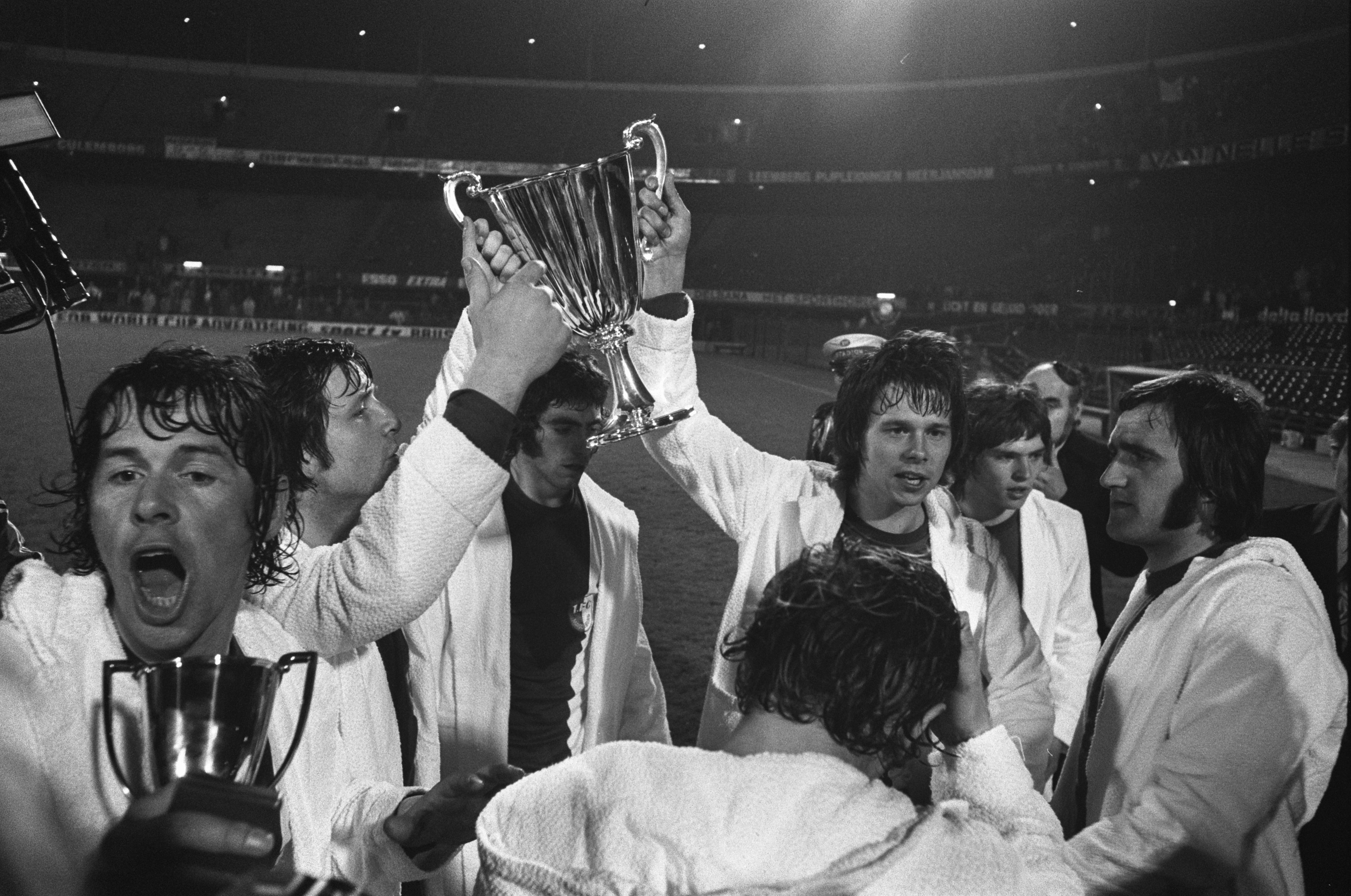
Ulrich Schulze (rechts) und seine Teamkollegen nach dem Gewinn des Europapokal der Pokalsieger 1973/74

Schulze wuchs in der kleinen Gemeinde Darlingerode nahe Wernigerode auf, die SG Darlingerode war seit 1954 seine erste Sportgemeinschaft. Dort trainierte ihn zuerst sein Vater Helmut. Als 13-Jähriger ging er 1960 zur BSG Lokomotive Halberstadt, die ihn 1964 als Juniorenspieler zum Oberligaclub SC Leipzig delegierte. 1966/67 spielte er seine erste Spielzeit in der 1. Männermannschaft der Leipziger, die im Januar 1966 zum 1. FC Lokomotive Leipzig, also von der Fußabteilung eines Sportclubs in einen Fußballclub umgewandelt worden waren. Er bestritt in dieser Saison zwei Partien – und dies an den ersten beiden Spieltagen, bevor A-Auswahlkader Horst Weigang wieder seinen bisherigen Stammplatz im Lok-Tor einnahm.
Nach 14 Oberligaeinsätzen, 1967/68 waren nach Weigangs Weggang nach Erfurt zwölf für den für den 1. FC Lok hinzugekommen im Wechselspiel mit Peter Nauert, ging der gelernte Schlosser zu Beginn der Spielzeit 1968/69 zum 1. FC Magdeburg. Dort löste er sich in den folgenden Jahren mit Hans-Georg Moldenhauer ab und verdrängte ihn ab der Saison 1971/72 endgültig. In Magdeburg wurde Schulze, der auf seine Berufsausbildung ein Diplom-Sportlehrerstudium draufsetzte, dreimal DDR-Fußballmeister, siegte 1973 im FDGB-Pokal und stand am 8. Mai 1974 in der FCM-Elf, die den Europapokal der Pokalsieger gewann. Nach 138 Oberligaspielen für den 1. FC Magdeburg endete 1976 seine Laufbahn beim FCM und somit auch in der ostdeutschen Elitespielklasse, in der in insgesamt 152 Erstligaeinsätzen auf dem Platz stand. Später wechselte der 1,81 Meter große Schule Schulze zur Betriebssportgemeinschaft Stahl Blankenburg, die in dieser Zeit in der zweitklassigen Liga antrat. Dort beendete er 1983 seine sportliche Laufbahn.

### Auswahleinsätze
Beim SC Leipzig wurde das Torwarttalent in der 2. Jahreshälfte 1965 zum Juniorennationalspieler. Für die DDR-U-18 stand er in zehn Partien zwischen den Pfosten. Mit der ostdeutschen Auswahl weilte der Schlussmann 1966, da schon in den Farben des 1. FC Lok, beim UEFA-Juniorenturnier, der inoffiziellen Europameisterschaft dieser Altersklasse, in Jugoslawien. Schulze bestritt alle drei Vorrundenspiele, aber seine Elf belegte ohne Chance auf den Halbfinaleinzug den letzten Platz in Gruppe C.
Am 12. Oktober 1974 wurde er in der A-Nationalmannschaft im EM-Qualifikationsspiel gegen Island, einem 1:1 in seiner Magdeburger Wahlheimat, eingesetzt. Er verdiente sich diesen Einsatz als 2. oder 3. Mann hinter Jürgen Croy und dessen langjährigen Stellvertreter Wolfgang Blochwitz durch ausgezeichnete Leistungen in den Wochen zuvor. Da diese Position als Croy-Reserve später Hans-Ulrich Grapenthin einnahm, wurde Schulze nicht wieder in die Nationalmannschaft auf das Feld geschickt.

## Trainerlaufbahn
Anschließend war der Diplom-Sportlehrer Ulrich Schulze als Fußballtrainer tätig – zunächst bis 1985 bei seiner bisherigen Blankenburger Mannschaft und anschließend für drei Jahre bei der BSG Stahl Thale, deren 1. Mannschaft er 1987 zum Aufstieg in die zweitklassige Liga verhalf. Von Juli 1988 bis Dezember 1989 trainierte Schulze mit der BSG Wismut Aue eine Oberligamannschaft. Nach der deutschen Wiedervereinigung war er Trainer bei SD Croatia Berlin, Lok Stendal und TSG Neustrelitz. 2006 ging er ins Ausland und übernahm den albanischen Verein KS Vllaznia Shkodra. Weiterhin trainierte er die A-Jugend des 1. FC Neubrandenburg 04, die in der Regionalliga Nordost spielt. Bis 2012 trainierte er die Verbandsligamannschaft des SV Waren 09, inzwischen ist er im Ruhestand.